# Garcinia kwangsiensis
Garcinia kwangsiensis är en tvåhjärtbladig växtart som beskrevs av Elmer Drew Merrill och F.N. Wei. Garcinia kwangsiensis ingår i släktet Garcinia och familjen Clusiaceae. Inga underarter finns listade i Catalogue of Life.